# Feminizm

Jeden z popularnych symboli feministycznych

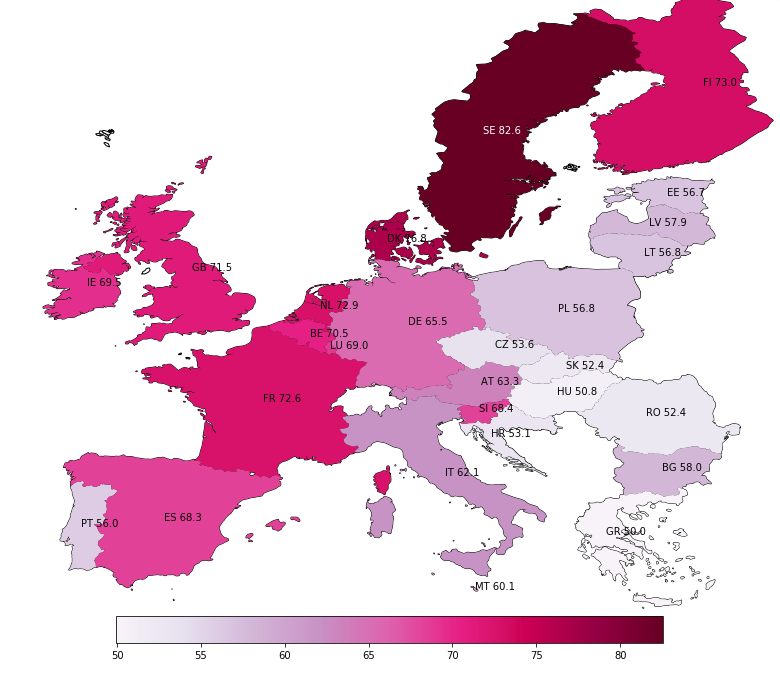
Wskaźnik równouprawnienia płci 2017 − narzędzie pomiarowe mierzące poziom równości płci na terenie Unii Europejskiej. Na skali 1 oznacza całkowity brak równości, 100 pełną równość kobiet i mężczyzn.

Feminizm (łac. femina „kobieta”) – szereg ruchów społecznych i politycznych oraz ideologii, które łączy wspólny cel, czyli zdefiniowanie, uzyskanie i utrzymywanie równości płci pod względem politycznym, ekonomicznym, osobistym i społecznym.  Feminizm przyjmuje stanowisko, że współczesne społeczeństwa są patriarchalne — priorytetowo traktują męski punkt widzenia — a kobiety są w nich traktowane niesprawiedliwie.
Powstałe pod koniec XVIII wieku w Europie ruchy feministyczne prowadziły i nadal prowadzą kampanię na rzecz praw kobiet; w tym prawa wyborczego, do sprawowania urzędu publicznego, do pracy i uczciwego wynagrodzenia, do posiadania własności, do otrzymywania wykształcenia, do zawierania umów, do posiadania równych praw w ramach małżeństwa oraz do korzystania z urlopu macierzyńskiego. Feministki pracowały również na rzecz zapewnienia dostępu do antykoncepcji, legalnych aborcji i integracji społecznej oraz ochrony kobiet i dziewcząt przed gwałtem, molestowaniem seksualnym i przemocą domową. Zmiany w kobiecych standardach ubioru i akceptowalnej aktywności fizycznej dla kobiet były również elementem działań ruchów feministycznych.
Wielu badaczy uważa kampanie feministyczne za główną siłę stojącą za ważnymi historycznymi zmianami społecznymi na rzecz praw kobiet, szczególnie na Zachodzie, gdzie niemal powszechnie przypisuje się im uzyskanie praw wyborczych dla kobiet, języka neutralnego płciowo, praw reprodukcyjnych dla kobiet (w tym dostępu do środków antykoncepcyjnych i aborcji) oraz prawa do zawierania umów i posiadania własności. Mimo że działalność feministek koncentruje się i koncentrowała głównie na prawach kobiet, niektóre z nich opowiadają się za włączeniem do swoich celów wyzwolenia mężczyzn, ponieważ uważają, że mężczyźni są również krzywdzeni przez tradycyjne role płciowe. Teoria feministyczna, która wyłoniła się z ruchów feministycznych, ma na celu zrozumienie natury nierówności płci poprzez badanie ról społecznych kobiet i ich doświadczeń życiowych. Teoretycy feministyczni opracowali teorie w różnych dyscyplinach, aby odpowiedzieć na kwestie dotyczące płci.
Na przestrzeni lat rozwinęły się liczne ruchy i ideologie feministyczne, reprezentujące różne punkty widzenia i cele polityczne. Tradycyjnie, od XIX wieku, liberalny feminizm pierwszej fali, który dążył do politycznej i prawnej równości poprzez reformy w ramach liberalnej demokracji, był przeciwstawiany proletariackim ruchom kobiecym opartym na prawach pracowniczych, które z czasem przekształciły się w feminizm socjalistyczny i marksistowski oparty na teorii walki klas. Od lat 60. obie te tradycje są również przeciwstawiane radykalnemu feminizmowi, który powstał z radykalnego skrzydła feminizmu drugiej fali i który wzywa do radykalnej zmiany porządku społecznego w celu wyeliminowania patriarchatu. Feminizm liberalny, socjalistyczny i radykalny są czasami określane jako „Wielka Trójka” szkół myśli feministycznej.

Od końca XX wieku pojawiło się wiele nowych form feminizmu. Niektóre z nich, takie jak biały feminizm i feminizm krytyczny wobec płci (ang. gender-critical feminism), zostały skrytykowane jako uwzględniające jedynie osoby białe, należące do klasy średniej, z wyższym wykształceniem, heteroseksualne lub cispłciowe. Krytyka ta doprowadziła do powstania etnicznie specyficznych lub wielokulturowych form feminizmu, takich jak czarny feminizm i feminizm intersekcjonalny. Niektórzy twierdzą, że feminizm często promuje mizandrię i wywyższanie interesów kobiet ponad interesy mężczyzn, a także krytykują radykalne stanowiska feministyczne jako szkodliwe zarówno dla mężczyzn, jak i kobiet.

Global Gender Gap Index (2016) mierzy szanse ekonomiczne, zawodowe, polityczne, edukacyjne i zdrowotne. Głębsza zieleń oznacza większą równość.

## Historia
Samo słowo „feminizm” (wraz z określeniami „feministyczny” czy „feministka”) pojawia się w różnych językach w ostatnich dekadach XIX w.  Ruch i idee związane z emancypacją kobiet są jednak znacznie starsze.
Myśl feministyczna rozwijana jest od XVII–XVIII wieku, choć jej ślady można znaleźć właściwie we wszystkich epokach. Początki feminizmu sięgają czasów rewolucji francuskiej (lata 1789–1799) i powstania Deklaracji Praw Kobiety i Obywatelki (1791 r.), którą na wzór Deklaracji Praw Człowieka i Obywatela wydała Olympe de Gouges (za głoszone poglądy została zgilotynowana). Rok później Mary Wollstonecraft wydała Wołanie o prawa kobiety z postulatami równości politycznej i systemu kształcenia dla kobiet i mężczyzn. Za pierwszą feministkę w historii uznaje się Christine de Pisan, francuską pisarkę z XIV wieku.
W etap masowego ruchu feminizm wkroczył w wieku XIX. Od tego czasu mówi się o trzech „falach” feminizmu. Różnią się one programem i sposobem definiowania „równouprawnienia kobiet”, stąd mówi się również o typach feminizmu (pierwszo-, drugo- i trzeciofalowy).

### Historia pojęcia
Słowo "feminizm" po raz pierwszy pojawiło się w Holandii w 1872, w Wielkiej Brytanii w latach 90. XIX w., a w Stanach Zjednoczonych w 1910. Oxford English Dictionary podaje rok 1852 jako pierwszy w którym pojawiło się słowo „feminist”, a rok 1895 jako pierwszy w którym pojawiło się słowo „feminism”.
W języku polskim słowo feministyczny pojawia się sporadycznie w prasie ostatnich dwóch dekad XIX w. Było ono używane zarówno wśród przeciwników emancypacji kobiet, którzy wiązali je z czymś niepoważnym lub niemoralnym, jak i przez jej zwolenników. Feminizm Pauliny Kuczalskiej-Reinschmit był często określany jako radykalny, bezkompromisowy czy odważny. Słowa feministka użyto w prasie po raz pierwszy w grudniu 1891 w kontekście zjazdu kobiet i powstałego na nim kobiecego komitetu jubileuszowego z okazji dwudziestopięciolecia twórczości Elizy Orzeszkowej.

### Pierwsza fala feminizmu

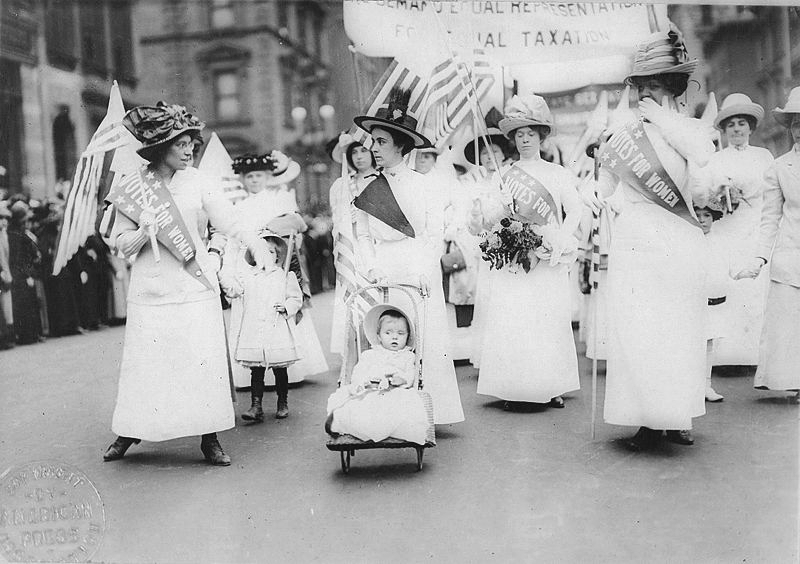
Parada sufrażystek w Nowym Jorku (1912)

Pierwsza fala – inaczej „dawna fala” (old wave), to okres aktywności ruchu amerykańskich i angielskich sufrażystek (od łac. suffragium – głos wyborczy) ok. 1840–1920 roku. W kręgu zainteresowań feminizmu pierwszej fali leżały przede wszystkim: reforma prawa rodzinnego, prawo wyborcze i ekonomiczne warunki życia kobiet. Ruch kobiecy od początku spotykał się z szeroką krytyką, także ze strony samych kobiet (działających np. w ramach ruchu antysufrażystowskiego).
Wysiłki sufrażystek ukoronowane zostały prawem wyborczym dla kobiet. Pierwszym państwem, które przyznało to prawo kobietom była Nowa Zelandia w 1893 roku. W 1918 r. wprowadzono je (tylko dla kobiet, które przekroczyły 30. rok życia) w Wielkiej Brytanii i Stanach Zjednoczonych w 1920 r. Wcześniej jednak kobiety uzyskały pełne prawa wyborcze m.in. w Finlandii i w Polsce (28 listopada 1918).

### Druga fala feminizmu

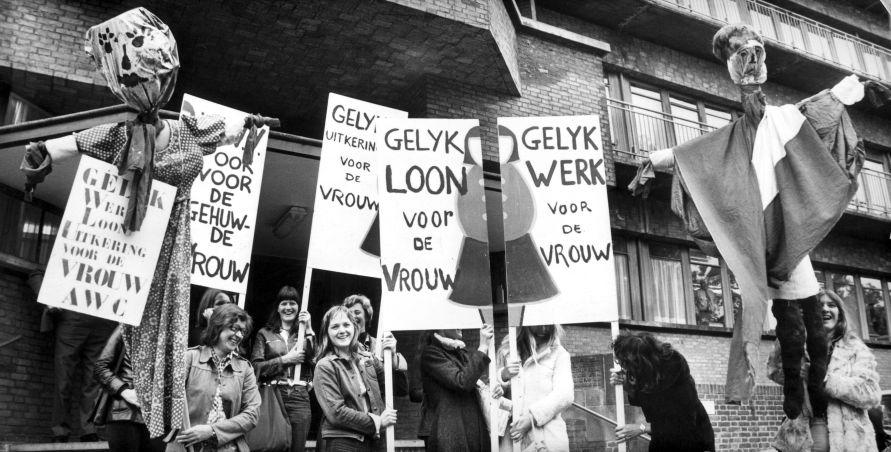
Demonstracja holenderskich feministek w Hadze (1975)

O drugiej fali feminizmu mówi się w odniesieniu do ruchów i teorii charakterystycznych dla lat 60. i 70. XX wieku. Termin „feminizm drugiej fali” (second wave feminism) został po raz pierwszy użyty przez Marshę Lear w 1968 r. Druga fala feminizmu objęła przede wszystkim Stany Zjednoczone i niektóre kraje Europy Zachodniej, a głównymi poruszanymi tematami były równouprawnienie na rynku pracy, kwestie kobiecej seksualności, prawa do aborcji.
Druga fala feminizmu była konsekwencją rozczarowania dotychczasowymi działaniami na rzecz równouprawnienia, skupionymi przede wszystkim na formalnych gwarancjach prawnych. Wbrew przewidywaniom, zmiany prawne nie pociągnęły za sobą rzeczywistej równości płci. Zmiany w prawie nadal były postulowane przez liberalny odłam drugofalowego feminizmu, co doprowadziło m.in. do rozwoju ustawodawstwa w zakresie równości w miejscu pracy. Z kolei nurt radykalny wskazywał, że źródłem opresji jest patriarchalna struktura społeczeństwa i warunkiem równouprawnienia jest jej radykalna przemiana.

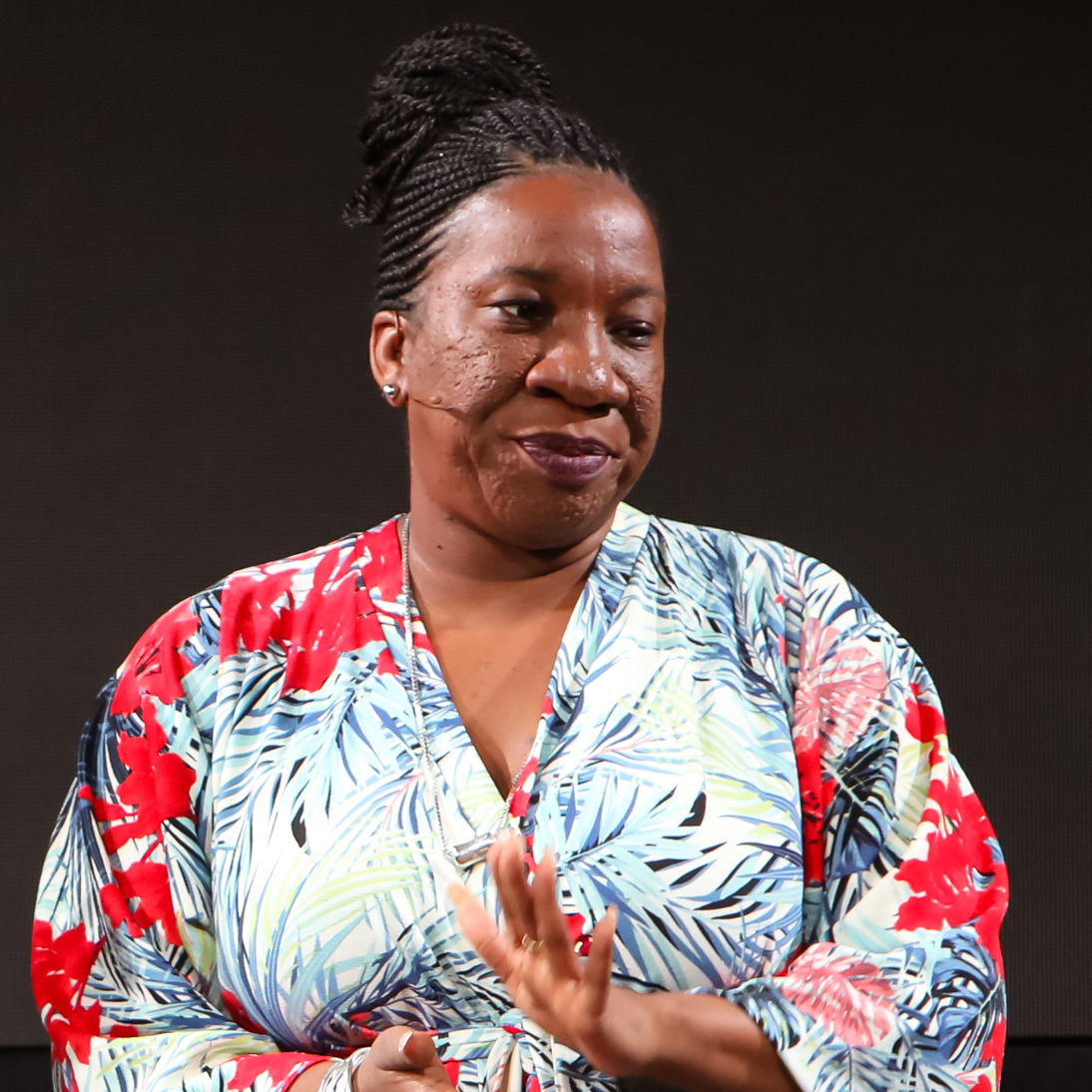
Tarana Burke, twórczyni ruchu #MeToo

### Trzecia fala feminizmu
Od lat 80. XX wieku zaczęła narastać trzecia fala feminizmu. Jej działaczki zwracały uwagę, że cele feminizmu nie zostały osiągnięte, a ruch powinien ulec radykalizacji. Zwracały uwagę na pominięte dotychczas tematy, takie jak etniczność, kwestie rasowe, podziały ekonomiczne czy religijne. Trzecia fala jest inspirowana współczesną teorią społeczną i filozofią, w szczególności teorią krytyczną, poststrukturalizmem, teorią queer, postkolonializmem, ekologizmem czy gender studies.

### Czwarta fala feminizmu
Feminizm czwartej fali odwołuje się do odnowy zainteresowania feminizmem, które rozpoczęło się około 2012 roku i które jest związane z wykorzystaniem mediów społecznościowych. Zdaniem feministycznej badaczki Prudence Chamberlain, głównym celem czwartej fali jest ochrona kobiet i sprzeciw wobec molestowania seksualnego i przemocy przeciw kobietom. Istotą tej fali jest, jak pisze, „niedowierzanie, że pewne postawy mogą nadal istnieć”.
Feminizm czwartej fali jest „zdefiniowany przez technologię”, według Kiry Cochrane, i charakteryzuje się w szczególności wykorzystaniem Facebooka, Twittera, Instagrama, YouTube, Tumblra i blogów takich jak Feministing, aby przeciwstawić się mizoginii i pogłębić równość płci.

### Postfeminizm
Pod koniec drugiej fali feminizmu zaczęła narastać konserwatywna reakcja na jego postulaty i działania (backlash). Spowodowała ona cofnięcie wielu politycznych osiągnięć feminizmu drugiej fali. Pojawił się pogląd (określany jako postfeminizm), że feminizm osiągnął sukces (równouprawnienie kobiet). Przestał więc być potrzebny, a nawet zaczął szkodzić kobietom.

## Spory w ramach feminizmu
W ramach ruchu feministycznego toczą się gorące dyskusje na temat kwestii podstawowych, celów ruchu i środków działania. Dyskusja toczy się również pomiędzy podejściami drugofalowym i trzeciofalowym. Z tych powodów feminizm jest ruchem podzielonym. Poszczególne nurty zarzucają sobie często działanie na szkodę kobiet czy nieuprawnione wypowiadanie się w ich interesie.
Do tematów spornych należą m.in.:
- metody działania feminizmu – większość feministek (szczególnie związanych z liberalnym odłamem) dąży do osiągania swoich celów za pomocą reform społecznych. Nie zgadzają się z tym feministki radykalne sięgające po ostre metody walki i nawołujące do całościowego, rewolucyjnego przekształcenia społeczeństwa;
- stosunek do aborcji (jej przeciwniczki skupia organizacja Feminists for Life);
- kwestie nierówności – nie ma zgody do tego, co jest przyczyną nierówności między płciami i jaki jest jej zakres. Także samo znaczenie równości i możliwość jej osiągnięcia są gorąco dyskutowane[30];
- konstrukcja płci kulturowej – spory dotyczą sposobów jej konstruowania i na ile podlega ona zmianom[31];
- treść kobiecości – co oznacza bycie kobietą i na ile różni się to od bycia mężczyzną. Częstym zarzutem jest tu zarzut esencjalizmu, czyli traktowania pewnych cech za naturalnie czy niezmiennie kobiece. Poszczególne działaczki bądź przyjmują bądź odrzucają istnienie takich cech;[32]

Symbol odłamu feminizmu obejmującego trans kobiety

- kwestia akademizmu – niektórym działaczkom (szczególnie z nurtu postmodernistycznego, psychoanalitycznego czy egzystencjalistycznego) zarzuca się oderwanie od rzeczywistości i skupieniu się na poziomie teoretycznym. Prace tych feministek mają mieć mało wspólnego z życiem i problemami „zwykłych kobiet” i są krytykowane za nieprzydatność[33];
- kwestie rasowe, etniczne i klasowe – wraz z końcem drugiej fali zaczęła narastać krytyka dotycząca ograniczeń perspektywy jej działaczek. Miały one wyrażać jedynie punkt widzenia i interesy białych, heteroseksualnych kobiet z klasy średniej państw zachodnich. Takie nurty jak czarny, latynoski, czerwony czy trzecioświatowy feminizm krytykowały je za zawłaszczanie problematyki feministycznej, paternalizm i europocentryzm[34];
- reprezentacja – kolejnym problemem jest to, na ile feministki mają prawo reprezentować głos i interesy kobiet jako takich. Dyskusja ta dotyczy szczególnie krajów, gdzie feminizm nie jest ruchem masowym;
- seksualność kobiet – feminizm drugiej fali zakończył się tzw. wojnami seksualnymi(inne języki), czyli sporami dotyczącymi takich kwestii jak kobieca seksualność, pornografia, heteronormatywność, homoseksualizm czy problem władzy w akcie seksualnym. Gorące spory jakie wtedy wybuchły są uznawane za jedną z przyczyn rozpadu drugiej fali i nasilenia się konserwatywnej reakcji wobec feminizmu[35].

## Prądy w ramach feminizmu
Feminizm jest ruchem złożonym i w jego ramach wyróżnić można wiele nurtów. Brakuje powszechnej zgody co do kryteriów ich wyróżniania i wielu badaczy wprowadza własne klasyfikacje. Poszczególne nurty nie są jednorodne i często wewnętrznie skonfliktowane.Powszechnie odróżnia się liberalny i radykalny feminizm. Podstawowym kryterium jest tutaj radykalizm postulatów i działań, a także nastawienie reformistyczne bądź rewolucyjne.
Innym kryterium wyróżnienia są inspiracje prądami teoretycznymi i filozoficznymi. Na tej podstawie można wyróżnić feminizm marksistowski, socjalistyczny, psychoanalityczny, egzystencjalny, ekologiczny, chrześcijański, anarchistyczny czy postmodernistyczny.
Według kolejnego kryterium wyróżnia się odłamy ruchu feministycznego związane z pewnymi zbiorowościami, grupami czy klasami. Do najbardziej znanych należą czarny feminizm, feminizm latynoski, czerwony, feminizm trzecioświatowy czy lesbijski.
Kryteria wyróżniania nurtów krzyżują się (co jest związane ze zjawiskiem intersekcjonalności), a więc można być np. radykalną, czarną feministką, bądź marksistowską feministką trzecioświatową.

### Liberalny feminizm

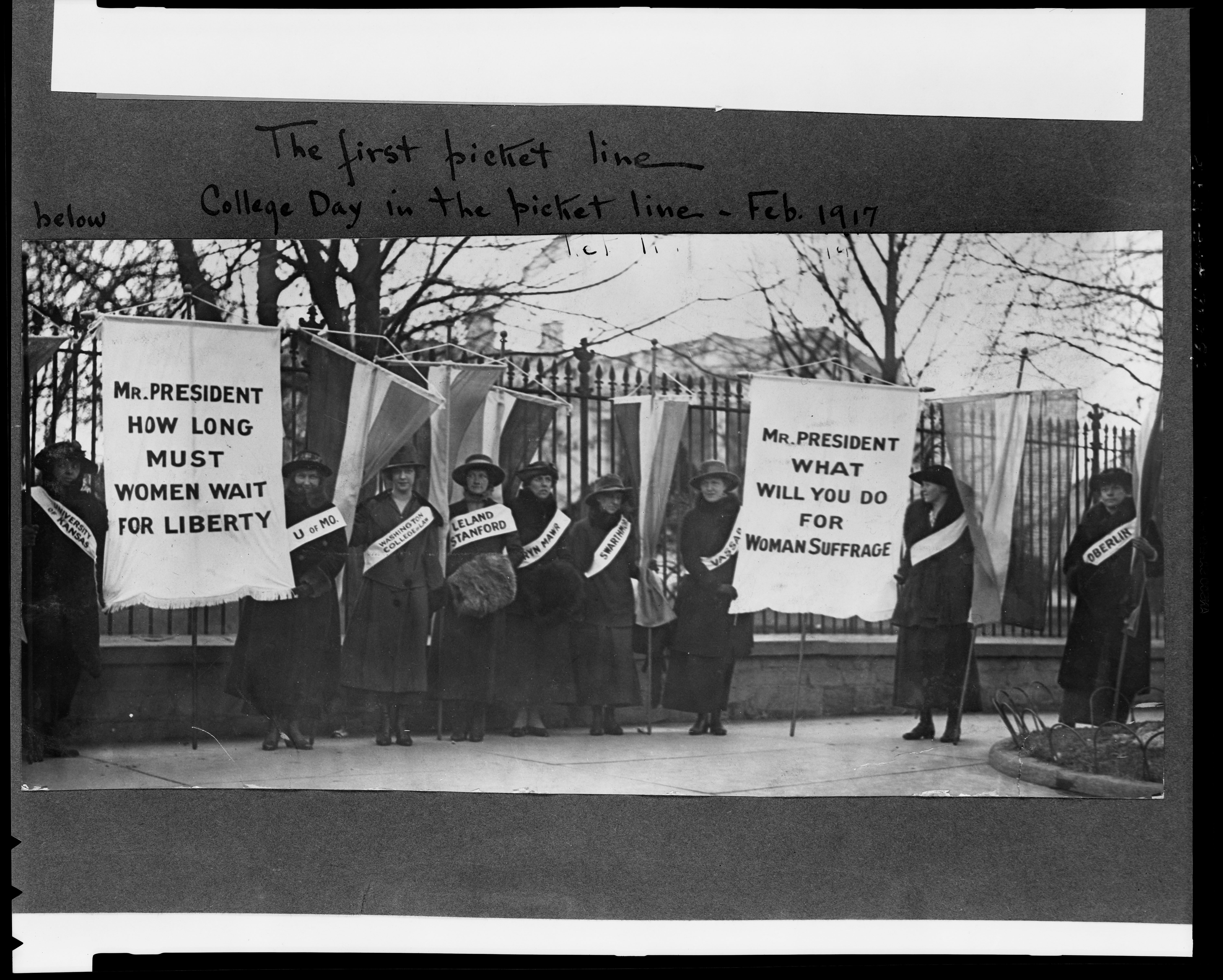
Sufrażystki przed Białym Domem w Waszyngtonie. Pierwsza fala feminizmu (m.in. ruch sufrażystek) miała charakter ściśle liberalny

Najstarszy i najpopularniejszy nurt feminizmu, biorący swoje początki jeszcze w XVIII w. Przyjmuje tradycyjne rozdzielenie sfery prywatnej i publicznej. Jest nastawiony reformistycznie i uznaje, że poprzez prawo, działalność polityczną, zmiany mentalności i programy społeczne można doprowadzić do faktycznej równości mężczyzn i kobiet. Wiele elementów programu liberalnego (np. prawo wyborcze dla kobiet czy równość w dostępie do edukacji), zostało zrealizowanych. Jest on jednak krytykowany za próby uczynienia kobiet podobnych mężczyznom, a także niedostrzeganie głębszych (niż tylko prawne) przyczyn nierówności i opresji.

### Radykalny feminizm
Radykalny feminizm przyczynę opresji kobiet upatruje w męskiej dominacji opartej na patriarchalnych strukturach społeczeństwa. Obejmują one nie tylko system polityczny, ale także gospodarkę i kulturę. Opresja wobec kobiet jest wszechobecna i występuje we wszystkich społeczeństwach. Dlatego też radykalne feministki odrzucają metody reformistyczne i dążą do całościowego, rewolucyjnego przekształcenia społeczeństwa. Przekształcenie takie dotyczyć musi nie tylko struktur politycznych i gospodarczych, ale przede wszystkim tradycyjnych ról płciowych.

### Feminizm zorientowany psychoanalitycznie
W ramach tego prądu przyczyn podporządkowanej pozycji kobiet szuka się w interpretacjach psychoanalitycznych, w szczególności w kompleksie Edypa. Feminizm psychoanalityczny źródeł nierówności upatruje w psychice ludzkiej. Stąd ta orientacja kieruje się bardziej ku badaniu sposobu kształtowania osobowości, oraz relacji rodzinnych (syn-córka-ojciec-matka). Feministki odrzucają przy tym freudowski determinizm biologiczny, wskazując, że można wpływać na proces kształtowania się osobowości, zmieniając tym samym tradycyjne role męskie i kobiece. Do tego nurtu należą m.in. Dorothy Dinnerstein, Nancy Chodorow, Jean Bethke Elshtain czy Juliet Mitchell.

### Feminizm egzystencjalny

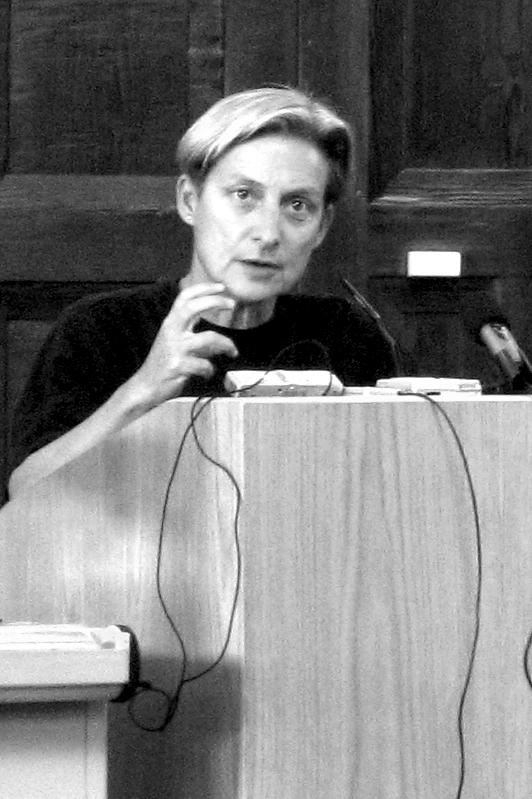
Judith Butler, jedna z czołowych feministek postmodernistycznych

Nurt łączący feminizm z egzystencjalizmem. Czołową pracą dla niego jest Druga płeć Simone de Beauvoir. Jest to także jedna z głównych prac feminizmu drugiej fali. Zdaniem Beauvoir mężczyźni utożsamiają siebie z Ja, natomiast kobieta jest dla nich Innym, którym należy zawładnąć czy go sobie podporządkować. Prace feministek egzystencjalnych opierają się na filozoficznej analizie tej pierwotnej sytuacji, która ma rzutować na kształt społeczeństwa. Istotne znaczenie pełni w nich także badanie doświadczenia kobiecej cielesności. Feminizm egzystencjalny jest krytykowany m.in. za posługiwanie się zbyt ezoterycznym językiem filozoficznym, obcym codziennemu doświadczeniu większości kobiet.

### Feminizm postmodernistyczny
Feminizm postmodernistyczny wywodzi się z jednej strony z feminizmu egzystencjalnego Simone de Beauvoir, z drugiej zaś strony z francuskiego postmodernizmu i poststrukturalizmu (m.in. Jacques Derrida, Jacques Lacan i Michel Foucault). Zalicza się do niego takie autorki jak Judith Butler, Hélène Cixous, Luce Irigaray czy Julija Krystewa. Feminizm postmodernistyczny skupia się na dekonstrukcji języka i sposobach w jaki konstruuje on rzeczywistość. Szczególnie ważne są dla niego analizy konstruowania płci kulturowej (np. koncepcja performatywności płci zaprezentowana przez Judith Butler w Uwikłanych w płeć).

### Feminizm anarchistyczny
Feminizm anarchistyczny postrzega państwo jako narzędzie opresyjnego działania patriarchatu, proponując zniesienie władzy człowieka nad człowiekiem jako jedyną drogę do wyzwolenia kobiet.

### Ekofeminizm
Nurt łączący feminizm z ekologizmem. Stoi na stanowisku, że opresyjne zachowania wobec kobiet mają to samo źródło co destrukcyjne traktowanie środowiska naturalnego.

### Feminizm czarny, czerwony, latynoski

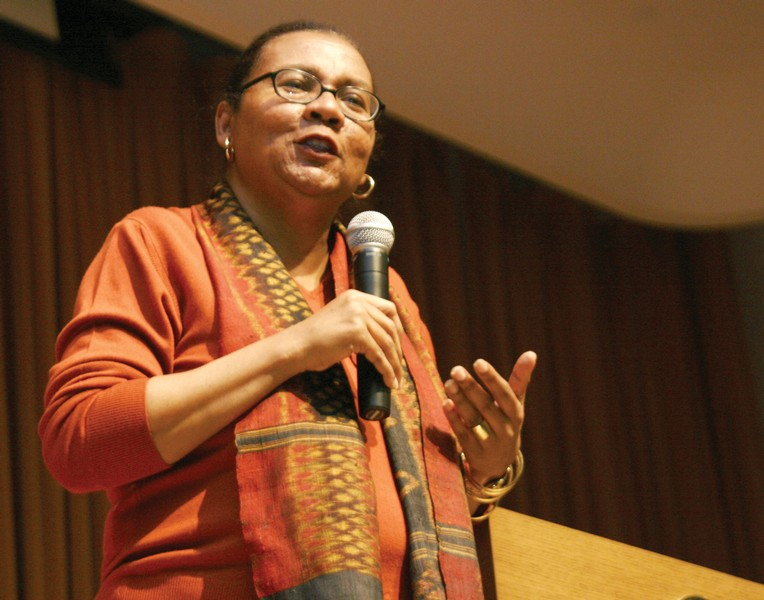
bell hooks, przedstawicielka czarnego feminizmu

Feministki z tych nurtów (czasami nazywane łącznie kolorowymi feministkami lub feministkami wielokulturowymi) sprzeciwiają się uniwersalistycznym aspiracjom feminizmów tworzonych przez białe kobiety. Feministki pochodzące ze społeczności afroamerykańskiej (feminizm czarny), indiańskiej (feminizm czerwony) czy latynoskiej, zwracają uwagę, że tożsamość jest silnie uwikłana etnicznie i wypowiadanie się w imieniu kobiet „w ogóle” jest uzurpacją. Odmienność tożsamości i położenia społecznego pociąga za sobą odmienne perspektywy poznawcze i systemy wartości. Każdy z tych feminizmów podejmuje problematykę istotną dla swojej grupy etnicznej czy rasowej. Na odmienne kwestie związane z tożsamością etniczną i odmienną kulturą, nakładają się także kwestie rasistowskie oraz wynikające z odmiennego położenia ekonomicznego.

### Feminizm chrześcijański i teologia feministyczna
Feminizm chrześcijański jest nurtem chrześcijaństwa, próbującym łączyć je z perspektywą feministyczną. Podejmuje problem równouprawnienia płci na gruncie religijnym (np. kapłaństwo i ordynacja kobiet) i stara się korygować utrwaloną przez wieki teologiczną wizję kobiety. Na nim opierają swoją działalność kościoły feministyczne. Feminizm chrześcijański jest blisko związany z teologią feministyczną, która jednak zajmuje się nieco odmienną tematyką (jest ona „oddolną” próbą opisania relacji człowieka z Bogiem). Feminizm chrześcijański jest też niekiedy kojarzony z „nowym feminizmem” postulowanym przez Jana Pawła II w encyklice Evangelium Vitae.

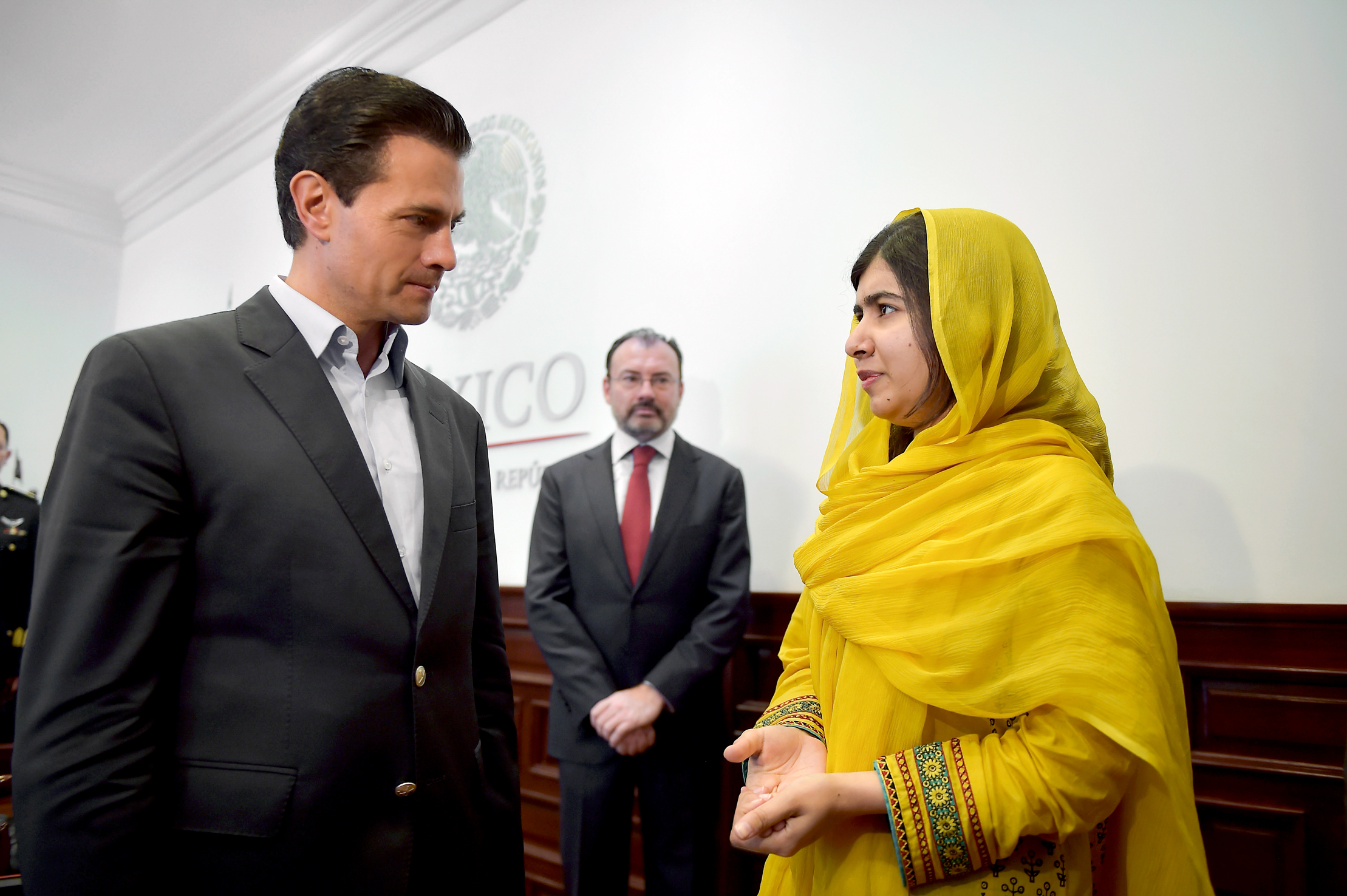
Malala Yousafzai, współczesna pakistańska działaczka na rzecz praw kobiet, podczas spotkania z ówczesnym prezydentem Meksyku Enrique Peña Nieto w 2017 r.

### Feminizm trzecioświatowy, postkolonialny i globalny
Są to blisko związane nurty, które łączy wychodzenie poza perspektywę świata zachodniego. Nurty te wskazują, że dotychczas ruch feministyczny prezentował perspektywę białych kobiet z cywilizacji zachodniej, starając się ją narzucić społeczeństwom pozazachodnim. Oskarżają główny nurt feminizmu i europocentryzm, paternalizm i imperializm kulturowy. Z tego powodu blisko im do feminizmów czarnego, indiańskiego i latynoskiego. Niektóre przedstawicielki tego nurtu odrzucają łączność z zachodnim ruchem feministycznym i sam termin feministka, przeciwstawiając mu pojęcie kobietystki (ang. womanist). Wskazują w ten sposób, że są kobietami walczącymi o prawa i zachowanie całej swojej społeczności, niezależnie od płci.

### Feminizm lesbijski
Feminizm lesbijski jest nurtem feminizmu, wskazującym, że heteroseksualizm jest jednym z elementów patriarchatu. Tym samym każdy związek kobiety z mężczyzną jest traktowany jako opresywny. Jest to wobec tego jedna ze skrajnych postaci feminizmu. Z tego też powodu należy zastąpić takie związki związkami lesbijskimi, które pozwolą zachować wolność kobiety. Feminizm lesbijski gloryfikuje wolność seksualną i wskazuje, że ma ona charakter ściśle polityczny.

### Feminizm marksistowski i socjalistyczny
Oba nurty są do siebie zbliżone i często nie można między nimi przeprowadzić ostrego podziału. Oba wywodzą się z marksizmu, traktując go jednak w odmienny sposób. feminizm marksistowski pozostaje bliski głównemu nurtowi marksizmu, natomiast socjalistyczny znacznie rozszerza o elementy innych teorii.
Feminizm marksistowski widzi konflikt klasowy jako podstawę wszelkiej opresji, w tym nierówności płci. Przyczyny tej nierówności tkwią więc w mechanizmach gospodarki kapitalistycznej i zostaną zniesione wraz z nią. Tematyka kobieca traktowana jest jako drugorzędna i właściwie marginalna.
Z kolei feminizm socjalistyczny uważa, że ucisk płciowy nie jest wyłącznie pochodną struktury klasowej, lecz ma charakter odrębny. Z tego powodu ruch feministyczny powinien prowadzić dwutorową walkę: z uciskiem klasowym i płciowym. Praca kobiet w domu jest nieopłacana i traktowana jako gorsza. Nie dotyczy ich też podział czasu na wolny (konsumpcja) i pracy (produkcja). Mężczyźni żyją w dwóch sferach: publicznej i prywatnej. Natomiast życie kobiet jest ograniczone wyłącznie do sfery prywatnej. Są one utrzymywane w patriarchalnej zależności zarówno przez struktury klasowego społeczeństwa, jak i przez własnego męża. Stąd takie feministki socjalistyczne jak Juliet Mitchell, Iris Young czy Alison Jaggar uznają, że należy prowadzić walkę „na dwa fronty” zarówno z uciskiem klasowym, jak i płciowym.

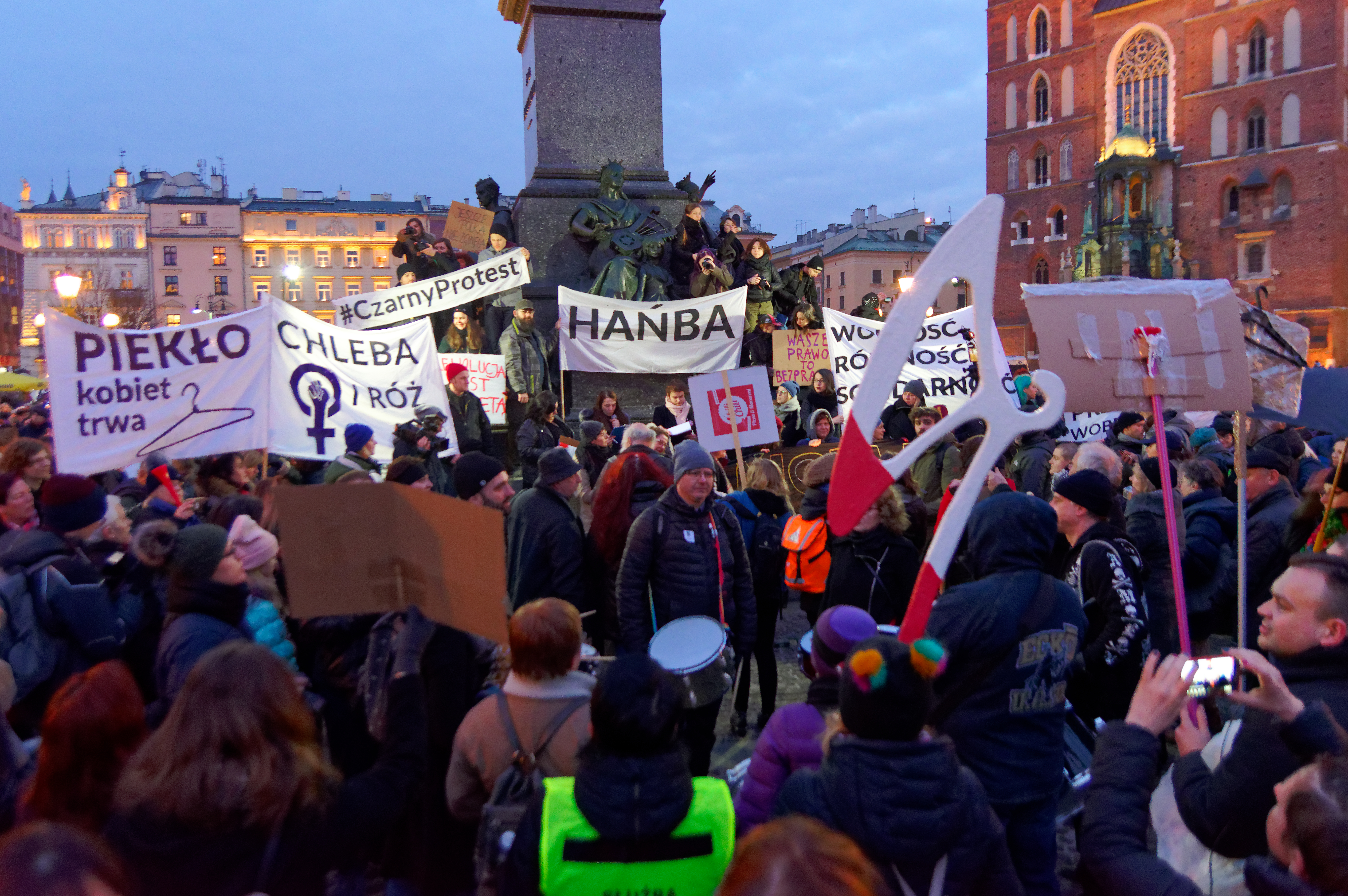
Czarny Piątek. Protest polskich feministek przeciwko zaostrzeniu ustawy antyaborcyjnej. Kraków, 2018 r.

### Feminizm proseksualny i antypornograficzny
Feminizm proseksualny to nurt w feminizmie, akcentujący wyzwolenie seksualne kobiet. Jego początki datują się na początek lat 80. XX wieku i związane są z krytyką feministek antypornograficznych, takich jak Catharine MacKinnon, Andrea Dworkin, Robin Morgan i Dorchen Leidholdt. Feminizm antypornograficzny wskazywał, że pornografia jest głównym czynnikiem wyjaśniającym dyskryminację kobiet. Okres intensywnej debaty i konfliktu pomiędzy feministkami proseksualnymi i antypornograficznymi, nazywa się często „feministycznymi wojnami seksualnymi”. Część feministek proseksualnych zaangażowała się w ruch nie w opozycji do innych nurtów feminizmu, lecz aby sprzeciwić się patriarchalnej kontroli seksualności.

### Feminizm kulturowy
Feminizm kulturowy to nurt w feminizmie, uważający że istnieje "istota kobiecości" skupiona wokół pokoju, opiece i trosce. Feministki kulturowe przeciwstawiają to istocie męskości, jakoby skupionej wokół agresji i rywalizacji, która zdaniem feministek jest destrukcyjna dla obydwu płci. Uważają, że zarówno mężczyźni jak i kobiety mogliby czerpać korzyści z reorganizacji społeczeństwa na kształt kobiecy, czyli troskliwy i spokojny.

## Feminizm w naukach społecznych i humanistycznych
Feminizm znacząco wpłynął na kształt wielu nauk społecznych i humanistycznych. W większości dyscyplin istnieje odrębny nurt badań inspirowanych bądź związanych z feminizmem. Występując często przeciwko ustalonym kanonom, uznanym teoriom czy poglądom, prowadził do wzmożenia dyskusji w ramach poszczególnych dyscyplin, przedefiniowaniu wielu problemów czy poszerzeniu pola badawczego.

## Antyfeminizm

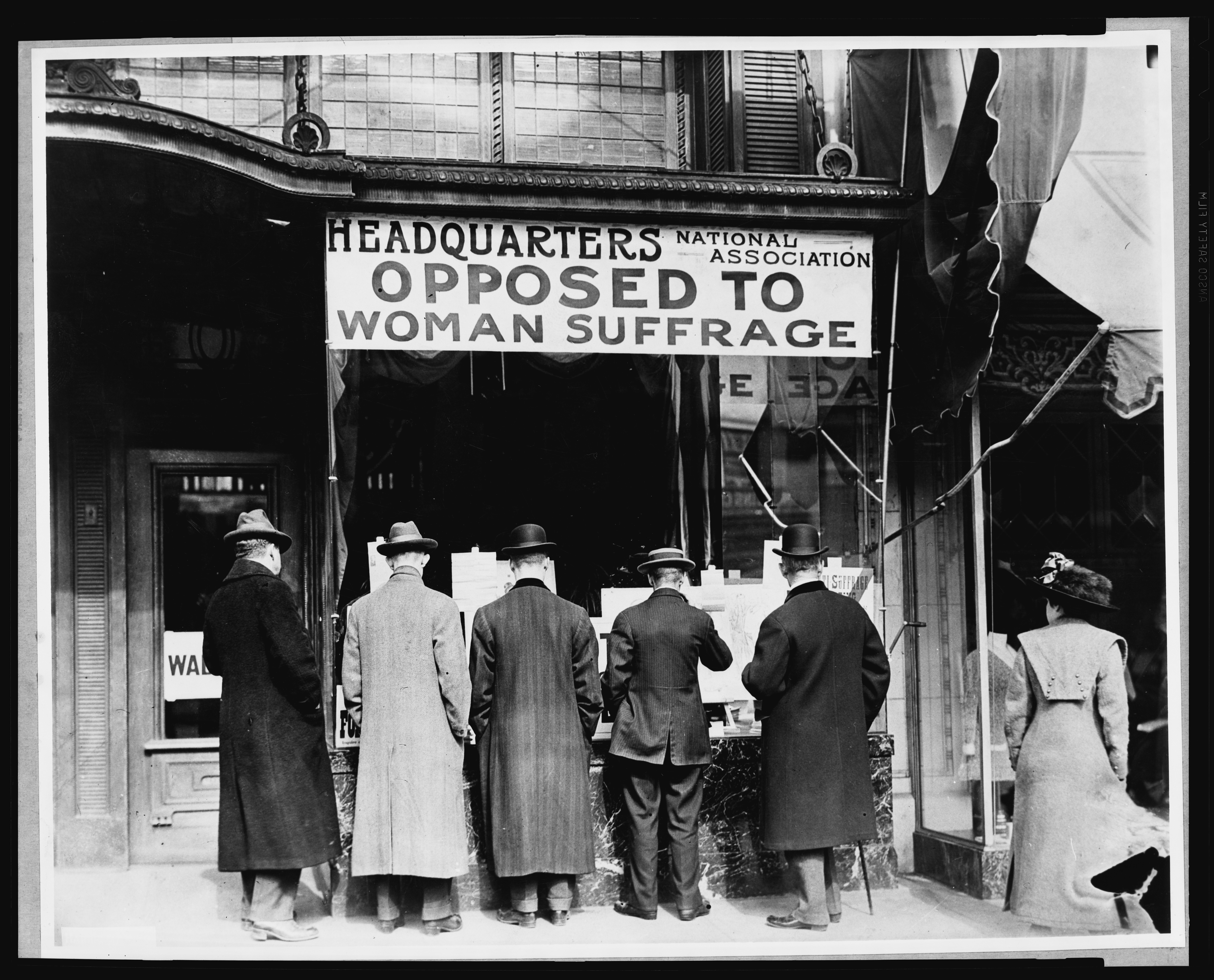
Amerykańscy antysufrażyści (1911)

Podobnie jak feminizm, antyfeminizm jest zjawiskiem bardzo różnorodnym. W ogólności antyfeminizm sprzeciwia się ideom lub działaniom ruchu feministycznego. W zależności od kontekstu społecznego i historycznego, a także w zależności od tego jakim ideom i odłamom feminizmu się sprzeciwia, antyfeminizm może przybierać różne odmiany. W centrum antyfeminizmu tkwi zazwyczaj przekonanie, że albo nierówności w pozycji społecznej płci nie istnieją, albo też, że zmiana w odmiennej pozycji płci jest albo niemożliwa, albo szkodliwa.
Można też wyróżnić dwie zasadnicze odmiany antyfeminizmu. Dla pierwszej z nich nierówności w pozycji płci mają charakter nadnaturalny. Jest to antyfeminizm związany najczęściej ze światopoglądem religijnym. Druga odmiana antyfeminizmu widzi źródła nierówności w przyczynach naturalnych, najczęściej biologicznych.
Antyfeminizm nie jest tym samym co mizoginia czy seksizm. Mizoginia jest dyskryminacją i niechęcią wobec kobiet, a seksizm ogólnie ze względu na płeć. Mogą więc istnieć bez odniesienia do feminizmu i są znacznie od niego starsze. Antyfeminizm jest natomiast sprzeciwem wobec idei i ruchu feministycznego i dlatego jego początki datowane są na epokę oświecenia.

## Feminizm w Polsce
Feminizm jest w Polsce obecny od początku XIX wieku i jego rozwój historyczny znacznie odbiega od feminizmu zachodnioeuropejskiego i amerykańskiego, na skutek m.in. odizolowania PRL od światowego feminizmu. Historia polskiego feminizmu dzieli się na 7 tzw. „fal”. Jedną z pierwszych publikacji w Polsce na temat praw kobiet napisał w 1836 roku prawnik Antoni Czajkowski.